# Jaskinia Owcza
Jaskinia Owcza (Juhaska Koleba) – jaskinia w Wąwozie Kraków w Dolinie Kościeliskiej w Tatrach Zachodnich. Ma dwa otwory wejściowe w stoku Żaru, poniżej Wielkiej Turni, powyżej Schronu pod Owczą II, na wysokości 1210 i 1214 metrów n.p.m. Długość jaskini wynosi 75 metrów, a jej deniwelacja 16 metrów. 

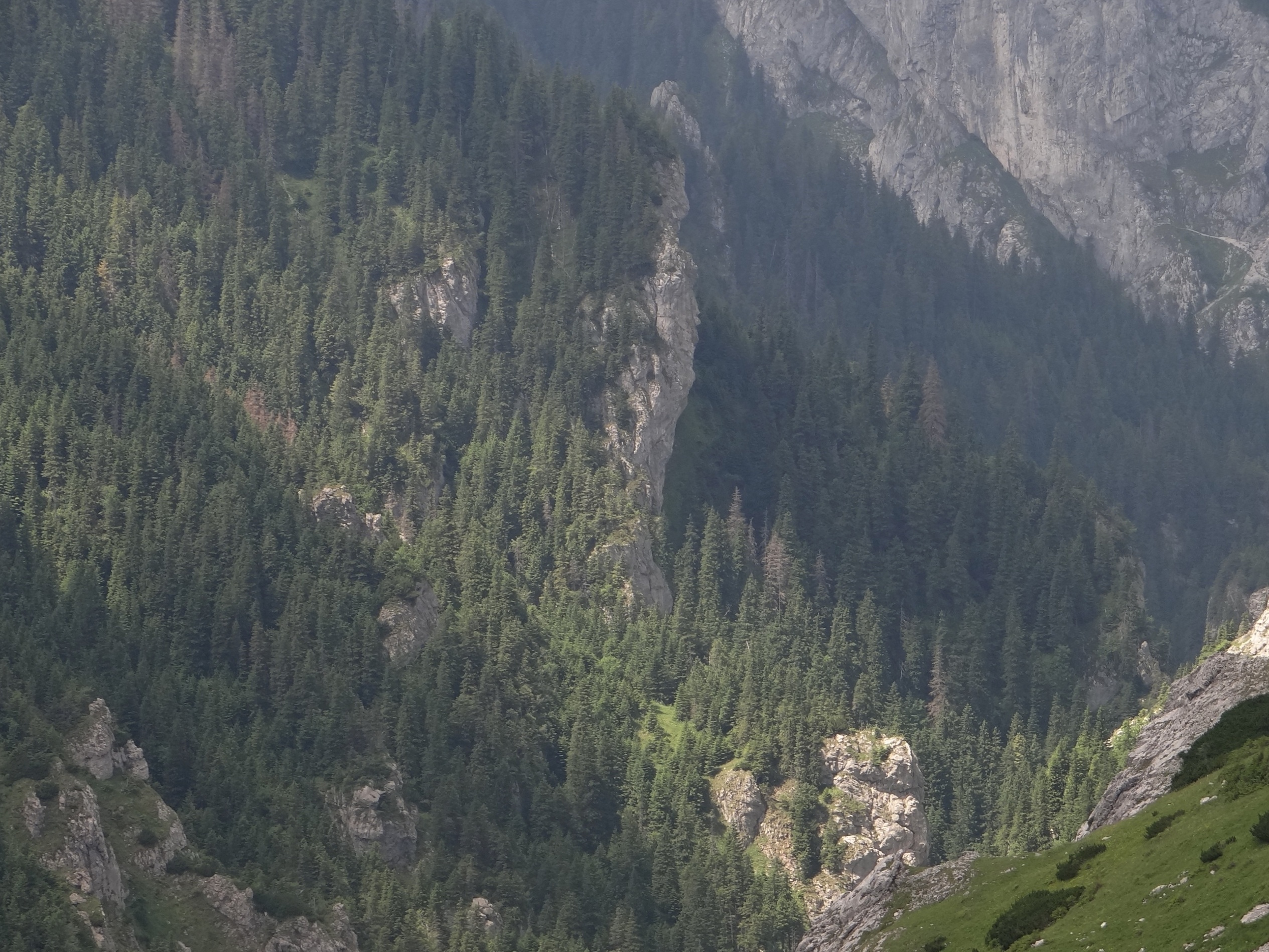
Wielka Turnia i Baszta w Wąwozie Kraków

## Opis jaskini
Jaskinię stanowi ciąg z bocznymi odgałęzieniami przechodzący na wylot przez żebro skalne. Idąc od większego otworu górnego  (5 m × 3 m) obszernym korytarzem dochodzi się do niedużej salki (mija się po drodze wąską pochylnię), dalej przez próg o wysokości 1,8 metrów (w bok odchodzi tu 2,5-metrowy korytarzyk) do kolejnego progu gdzie ciąg rozgałęzia się:  
- poniżej progu dochodzi się wysokiego korytarza i przez przełaz do salki zakończonej szczeliną. Przy jej ścianie wznosi się kominek kończący się zawaliskiem.
- prosto ciąg idzie pochyłym kominkiem prowadzącym do niedużego dolnego otworu[3].

## Przyroda
W jaskini rosną mchy i porosty. Zimują w niej nietoperze. 

## Historia odkryć
Jaskinię odkrył Stefan Zwoliński prawdopodobnie w latach 1933-1936. Jej opis sporządził Kazimierz Kowalski w 1953 roku. Jaskinia była wówczas znana tylko od otworu górnego do zwężenia korytarza za pierwszą salką i nosiła też nazwę Juhaska Koleba. Dalsza jej część (w tym dolny otwór) została odkryta 1 listopada 1954 roku przez grotołazów z Zakopanego. 
W Muzeum Tatrzańskim znajdują się dwa okazy nacieków z jaskini podarowanych przez braci Zwolińskich.